# 蘭金冰川
71°41′S 62°15′W / 71.683°S 62.250°W
蘭金冰川（英語：Rankin Glacier）是南極洲的冰川，位於帕爾默地，全長22公里，最終注入克萊因冰川，美國地質調查局在1974年繪入地圖，以該國研究隊的生物學家命名，現時由南極條約體系管理。